# Lupicino (conde dos assuntos militares)

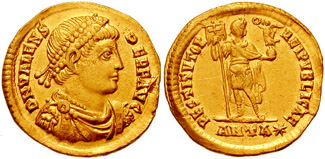
Soldo de Valente r.

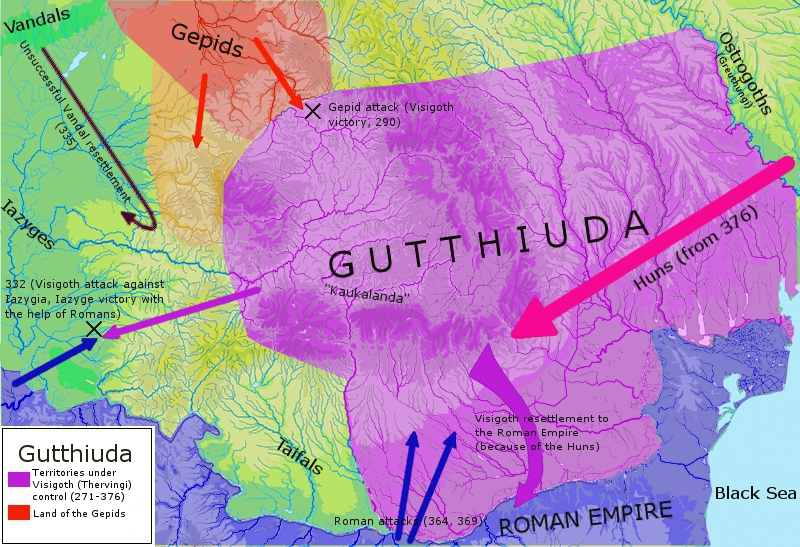
Panorama político do Danúbio Inferior no século IV. As incursões hunas resultaram na migração dos tervíngios em direção à fronteira romana no Danúbio e sua subsequente incorporação em solo romano

Lupicino (em latim: Lupicinus) foi um oficial romano do século IV, ativo durante o reinado do imperador Valente (r. 365–378). Para além de sua atuação na luta contra os alamanos, ficou conhecido por ter auxiliado Valente na questão dos imigrantes tervíngios. Devido a forma como tratou os recém-chegados e também devido sua tentativa de assassinar os líderes deles Fritigerno e Alavivo num banquete, Lupicino deflagou uma revolta gótica generalizada pela Trácia que duraria anos.

## Biografia
Lupicino aparece pela primeira vez em 368, quando serviu com distinção na Escola dos Gentis (Schola Gentilium) contra os alamanos. Em data desconhecida nos anos subsequentes teria exercido a função de tribuno na Panônia conforme atestável em telhas oriundas da Panônia Inferior. Em 376, é novamente mencionado, agora como conde dos assuntos militares na Trácia. Na ocasião, Valente havia partido para o Oriente para preparar-se para lutar contra o Império Sassânida e deixou Lupicino e o duque Máximo para lidar com os recém-chegados imigrantes tervíngios.
Neste período, devido as incursões hunas, um enorme contingente tervíngio liderado por Fritigerno e Alavivo enviou ao imperador uma embaixada solicitando permissão para se assentar em solo imperial, o que foi consentido. O imperador determinou que os godos seriam assentados na Mésia Secunda e Dácia Ripense e receberiam assistência romana durante a migração através do rio e antes de tornarem-se auto-suficientes. Por estar em guerra, Valente esperava poder recrutar boa parte dos tervíngios como soldados para fortificar as cidades orientais, bem como esperava que os demais seriam assentados como fazendeiros e então pagariam impostos. O plano, contudo, acabou frustrado.
Os imigrantes atravessaram próximo de Durostoro (atual Silistra, na Bulgária) e seu número excedeu enormemente a quantidade prevista, tornando insuficiente os suprimentos recolhidos, situação agravada pela demora de quase dois meses para a chegada da resposta imperial do Oriente. Outrossim, tirando proveito da consequente fome sentida pelos recém-chegados, Lupicino e Máximo conseguiram muito dinheiro com a venda de miúdas quantidades de alimentos e carcaças de cachorros pelo preço da escravização de crianças tervíngias, inclusive aquelas de origem nobre.
Como forma de controlar os contingentes tervíngios inquietos, Lupicino ordenou que as tropas da Trácia fossem direcionadas à escolta dos imigrantes para um acampamento nas cercanias de Marcianópolis (atual Devnja). Ali, provavelmente no outono de 376 ou inverno de 376/377, Lupicino convocou Fritigerno e Alavivo para um banquete reconciliatório. Durante a reunião um grupo de godos famintos atacou o sítio e o oficial romano, interpretando como um golpe, mandou seus homens matarem os guardas dos líderes tervíngios. Segundo Jordanes, Alavivo foi morto em meio a confusão enquanto Fritigerno escapava; para Marcelino, Fritigerno conseguiu convencer Lupicino a deixá-lo ir sob pretexto de poder acalmar seu povo. Fritigerno formou um exército com o qual começou a saquear vilas e fazendas próximas a cidade. Lupicino tentou pará-lo, mas foi derrotado.